# Marek Tejchman
Marek Tejchman (ur. 1978 w Warszawie) – polski dziennikarz, od 2014 zastępca redaktora naczelnego „Dziennika Gazety Prawnej”.

## Życiorys
Urodził się w 1978 w Warszawie. Ukończył prawo na Wydziale Prawa i Administracji oraz stosunki międzynarodowe na Wydziale Dziennikarstwa i Nauk Politycznych Uniwersytetu Warszawskiego. Studiował także przez rok na Uniwersytecie w Lund.
Pracę dziennikarską rozpoczął w Radiu PiN, w którym był wydawcą i prowadzącym „Magazyn Środkowoeuropejski”. W 2004 dołączył do Tok FM, w którym został szefem redakcji gospodarczej, odpowiadał także za przygotowanie „Magazynu EKG”. W styczniu 2006 został zastępcą redaktor naczelnej radia.
Pod koniec 2006 dołączył do Polsatu. Pracował w redakcji „Wydarzeń”, którą zarządzał wówczas Tomasz Lis. W stacji był prezenterem, wydawcą, producentem i reporterem. W 2007 przeszedł do powstającej redakcji TVN CNBC. Na antenie prowadził m.in. program „90 minut” – magazyn podsumowujący miniony dzień w biznesie. W czerwcu 2009 został laureatem nagrody Bazar za przygotowywany magazyn ekonomiczny. W tym samym roku otrzymał także nagrodę specjalną w ramach Nagrody „Ślad” im. bp. Jana Chrapka za „życzliwy, mądry, rzeczowy i profesjonalny sposób prowadzenia widza poprzez skomplikowane meandry ekonomii”. W 2010 współtworzył „Biblię dziennikarstwa” – podręcznik dla studentów i młodych pracowników mediów. W 2014 brał udział w pracach nad uruchomieniem kanału TVN24 BiS, który zastąpił TVN CNBC. Na antenie prowadził poranny program „Indeks”. W grupie mediowej ITI pracował do 2015.
W grudniu 2014 został wicenaczelnym „Dziennika Gazety Prawnej”. Odpowiada za tematykę ekonomiczną w gazecie, serwisach internetowych, projektach wydawniczych oraz konferencyjnych i eventowych. W 2020 został nominowany do nagrody Grand Press Economy. W 2022 otrzymał nagrodę specjalną zarządu Konfederacji Lewiatan.
Od 2021 prowadzi czwartkowe wywiady polityczne w RMF FM.

## Nagrody i wyróżnienia
- 2022: nagroda specjalna zarządu Konfederacji Lewiatan;
- 2020: nominacja do nagrody Grand Press Economy;
- 2009: nagroda specjalna w ramach Nagrody „Ślad” im. bp. Jana Chrapka;
- 2009: nagroda Bazar w kategorii „magazyn ekonomiczny”.

## Twórczość
- Biblia dziennikarstwa (współautor), Kraków: Społeczny Instytut Wydawniczy „Znak”, 2010, ISBN 978-83-240-1357-9.